# 파이크스 피크 국제 힐클라임

트랙

파이크스 피크 국제 힐클라임(Pikes Peak International Hill Climb, PPIHC)은 미국 콜로라도주 파이크스 피크에서 매년 펼쳐지는 자동차 힐클라임 대회로 1916년 처음 개최되었다. 트랙은 19.99km(12.42마일), 156개 이상의 코너로 이루어져 있으며 파이크스 피크 고속도로 마일 7 지점, 해발 1,440m에서 에서 시작하여 해발 4,302m(14,115ft)에서 끝난다. 본래 자갈밭과 포장도로를 달리는 구성이었으나 2011년 8월부터는 전 구간이 포장되었다. 파이크스 피크 자동차 힐클라임 교육박물관(Pikes Peak Auto Hill Climb Educational Museum)에서 조직하고 있다. 현재 트랙 기록은 로맹 뒤마가 폭스바겐 I.D. R 파이크스 피크로 작성한 7분 57초 148이다.

## 현대차 참가
현대자동차는 1992년에 현대 스쿠프, 2012년에 현대 제네시스 쿠페로 출전한 이후 2024년 6월이 3번째로 아이오닉 5 N TA 2대와 양산형 아이오닉 5 N 2대 총 4대를 출전 시킨다.
현대자동차는 2024년 6월 뉘르부르크링 24시 레이스 현장에서 열린 N 브랜드 쇼케이스를 통해 아이오닉 5 N TA(Time Attack) 스펙을 공개했다. 
아이오닉 5 N TA Spec은 84.0kWh 고용량 배터리ㆍ650마력을 낼 수 있는 고출력 모터 시스템을 갖추고 있다. 이와 함께 고성능 충격 흡수 장치ㆍ18인치 슬릭 타이어ㆍ공기역학성능 강화 설계ㆍ배터리 화재 방지 시스템 등 모터스포츠 전용 패키지가 탑재됐다. 새로운 쇽업소버, 고성능 브레이크 시스템, 요코하마 18인치 슬릭 타이어, 다운포스를 극대화하는 공력 패키지 등 레이싱에 특화된 업그레이드 됐다. 안전성 강화를 위해 레카로 버킷시트, 6점식 안전벨트, PPIHC 규격 롤케이지, EV 화재 진압 시스템 등을 갖췄다.  
아이오닉 5 N TA Spec 드라이버는 스페인 출신 WRC 챔피언십 드라이버 다니 소르도(Dani Sordo)와 모터트렌드 저널리스트인 랜디 폽스트(Randy Pobst). 다니 소르도가 9분 30.852초의 기록으로 완주하며 양산형 전기차 개조 차량 최고 기록을 달성했다.
아이오닉 5 N은 자동차 인플루언서 론 자라스(Ron Zaras)가 10분 49.267초로 완주해 비개조 양산형 전기차 세단 최고 기록을 달성했다.